# Idaea metohiensis
Idaea metohiensis là một loài bướm đêm trong họ Geometridae.